# 財務大臣政務官
財務大臣政務官（ざいむだいじんせいむかん、英: Parliamentary Vice-Minister of Finance）は、日本の財務省を担当する大臣政務官。定員は2名。

## 歴代財務大臣政務官
| 財務大臣政務官 | 財務大臣政務官              | 財務大臣政務官 | 財務大臣政務官                   | 財務大臣政務官                 |
| 内閣           | 内閣                        | 氏名           | 氏名                             | 期間                           |
| -------------- | --------------------------- | -------------- | -------------------------------- | ------------------------------ |
| 第2次森内閣    | 改造内閣 （中央省庁再編後） | 大野松茂       | 砂田圭佑                         | 2001年1月6日 - 2001年4月26日   |
| 第1次小泉内閣  | 第1次小泉内閣               | 中野清         | 林田彪                           | 2001年5月7日 - 2002年1月8日    |
| 第1次小泉内閣  | 第1次小泉内閣               | 砂田圭佑       | 吉田幸弘                         | 2002年1月8日 - 2002年9月30日   |
|                | 第1次改造内閣               | 田中和徳       | 森山裕                           | 2002年10月4日 - 2003年9月22日  |
|                | 第2次改造内閣               | 七条明         | 山下英利                         | 2003年9月25日 - 2003年11月19日 |
| 第2次小泉内閣  | 第2次小泉内閣               | 七条明         | 山下英利                         | 2003年11月20日 - 2004年7月20日 |
|                | 改造内閣                    | 倉田雅年       | 段本幸男                         | 2004年9月30日 - 2005年7月5日   |
| 第3次小泉内閣  | 第3次小泉内閣               | 倉田雅年       | 段本幸男                         | 2005年9月22日 - 2005年10月31日 |
|                | 改造内閣                    | 西田猛         | 野上浩太郎                       | 2005年11月2日 - 2006年9月26日  |
| 第1次安倍内閣  | 第1次安倍内閣               | 江﨑洋一郎     | 椎名一保                         | 2006年9月27日 - 2007年8月27日  |
|                | 第1次改造内閣               | 宮下一郎       | 小泉昭男                         | 2007年8月29日 - 2007年9月26日  |
| 福田康夫内閣   | 福田康夫内閣                | 宮下一郎       | 小泉昭男                         | 2007年9月27日 - 2008年8月2日   |
|                | 改造内閣                    | 三ツ矢憲生     | 末松信介                         | 2008年8月6日 - 2008年9月24日   |
| 麻生内閣       | 麻生内閣                    | 三ツ矢憲生     | 末松信介                         | 2008年9月29日 - 2009年9月16日  |
| 鳩山由紀夫内閣 | 鳩山由紀夫内閣              | 大串博志       | 古本伸一郎                       | 2009年9月18日 - 2010年6月8日   |
| 菅直人内閣     | 菅直人内閣                  | 大串博志       | 古本伸一郎                       | 2010年6月9日 - 2010年9月17日   |
|                | 第1次改造内閣               | 吉田泉         | 尾立源幸                         | 2010年9月21日 - 2011年1月14日  |
|                | 第2次改造内閣               | 吉田泉         | 尾立源幸                         | 2011年1月18日 - 2011年9月2日   |
| 野田内閣       | 野田内閣                    | 吉田泉         | 尾立源幸                         | 2011年9月5日 - 2012年1月13日   |
|                | 第1次改造内閣               | 三谷光男       | 吉田泉                           | 2012年1月13日 - 2012年6月4日   |
|                | 第2次改造内閣               | 三谷光男       | 若泉征三（復興大臣政務官を兼務） | 2012年6月4日 - 2012年10月1日   |
|                | 第3次改造内閣               | 網屋信介       | 柚木道義                         | 2012年10月2日 - 2012年12月26日 |
| 第2次安倍内閣  | 第2次安倍内閣               | 伊東良孝       | 竹内譲                           | 2012年12月26日 - 2013年9月30日 |
| 第2次安倍内閣  | 第2次安倍内閣               | 葉梨康弘       | 山本博司                         | 2013年9月30日 - 2014年9月3日   |
|                | 改造内閣                    | 大家敏志       | 竹谷とし子                       | 2014年9月4日 - 2014年12月24日  |
| 第3次安倍内閣  | 第3次安倍内閣               | 大家敏志       | 竹谷とし子                       | 2014年12月25日 - 2015年10月9日 |
|                | 第1次改造内閣               | 大岡敏孝       | 中西祐介                         | 2015年10月9日 - 2016年8月5日   |
|                | 第2次改造内閣               | 杉久武         | 三木亨                           | 2016年8月5日 - 2017年8月7日    |
|                | 第3次改造内閣               | 今枝宗一郎     | 長峯誠                           | 2017年8月7日 - 2017年11月1日   |
| 第4次安倍内閣  | 第4次安倍内閣               | 今枝宗一郎     | 長峯誠                           | 2017年11月2日 - 2018年10月2日  |
|                | 第1次改造内閣               | 渡辺美知太郎   | 伊佐進一                         | 2018年10月4日 - 2019年4月8日   |
|                | 第1次改造内閣               | 宮島喜文       | 伊佐進一                         | 2019年4月8日 - 2019年9月13日   |
|                | 第2次改造内閣               | 井上貴博       | 宮島喜文                         | 2019年9月13日 - 2020年9月18日  |
| 菅義偉内閣     | 菅義偉内閣                  | 船橋利実       | 元榮太一郎                       | 2020年9月18日 - 2021年10月6日  |
| 第1次岸田内閣  | 第1次岸田内閣               | 高村正大       | 繁本護                           | 2021年10月6日 - 2021年11月11日 |
| 第2次岸田内閣  | 第2次岸田内閣               | 第2次岸田内閣  | 藤原崇                           | 2021年11月11日 - 2022年8月12日 |
|                | 第1次改造内閣               | 金子俊平       | 宮本周司                         | 2022年8月12日 - 2023年9月15日  |
| 第2次改造内閣  | 瀬戸隆一                    | 佐藤啓         | 2023年9月15日 - 2023年12月14日   |                                |
| 第2次改造内閣  | 瀬戸隆一                    | 進藤金日子     | 2023年12月14日 - 2024年10月3日   |                                |
| 第1次石破内閣  | 第1次石破内閣               | 進藤金日子     | 2024年10月3日 - 2024年11月13日   |                                |
| 第2次石破内閣  | 第2次石破内閣               | 東国幹         | 土田慎                           | 2024年11月13日 - 現職          |